# Дача Кавкасидзе
Дача Кавкасидзе (Также Дача № 1, Дача княгини Кавкасидзе, дача Горзувита) — историческое здание  постройки начала XX века на территории международного детского центра Артек, ныне «Дача № 1» лагеря «Кипарисный». Памятник градостроительства и архитектуры регионального значения.

## Дача Кавкасидзе
Дача на восточном ссклоне Генуэзской скалы была построена в начале XX века харьковским почетным мировым судьёй князем Николаем Николаевичем Кавкасидзе (Кавкасидзевым) в своём имении. Предполагается, что автором проекта особняка в стиле модерн является академик архитектуры А. Н. Бекетов. Дачу назвали «Горзувита» («Горзувитта»). На фасадах устроены разные по форме окна, карниз и консоли крыши резные деревянные. Ниже дачи по склону расположили службы, в советское время в них располагалась оранжерея. Имелся участок пляжа на берегу моря. Верхнюю часть парка пересекали кипарисовые аллеи, ведущие к даче Ф. И. Максимович и проходившее севернее дачи Н. И. Гучкова. На юг аллеи шли с лестничными спусками, которые соединяются в набережную, оформленную балюстрадой. В здании, общей высотой до конька крыши 8,665 м, два этажа: первый высотой 3,1 м, второй — 3,5 м. На даче сдавались комнаты отдыхающим «по 15 рублей и дороже в месяц».

Парк вокруг дачи был разбит одновременно со строительством дома и вначале занимал площадь 1,5 гектара. При советской власти был объединён с такими же насаждениями дачи  Максимович в парк дома  отдыха «Колхозной молодежи» Описание парка на 1930 годы приведено в книге А. И. Колесникова «Архитектура парков Кавказа и Крыма»
расположен в центре Гурзуфа, на Гурзуфской скале. Он занимает небольшую площадь (около 4-5 га) и архитектурно решен весьма скромно, его планировка, сочетающая регулярные и ландшафтные элементы, продиктована рельефом. … Он весьма эффектен благодаря исключительно динамичности рельефа, составляющего основную его красоту. … Экзотическая растительность весьма разнообразна для этого парка (свыше 30 видов), и ряд её представителей очень эффектно дополняет оригинальные формы рельефа (мамонтово дерево, гималайский кедр, пихта греческая). Имеются здесь весьма редкие для парков Крыма растения: небольшое деревцо камфарного лавра, плакучая форма аризонского кипариса
После кончины князя Николая Кавкасидзева 6 февраля 1910 года дача была в том же году продана. В качестве подарка к Пасхе жене Анне Константиновне, урождённой Ушковой, дачу купил Самарский предводитель дворянства, член Государственного Совета Александр Николаевич Наумов. На даче «Горзувита» Наумовы прожили послереволюционные, 1917—1920 годы — тогда дача «оказалась для всей многочисленной нашей семьи незаменимым кровом. Она дала нам домашний уют и хлеб насущный, в виде обильных и огородных урожаев, которые нас питали во время полного нашего материального оскудения. „Гурзувитта“ оказалась тем последним небольшим, но драгоценным кусочком родной русской земли, за который мы цепко держались, пока девятый вал безудержной революционной стихии не смыл всех нас, выкинув сначала в Стамбул, а затем перекинув наши беженские тела на юг далёкой Франции».

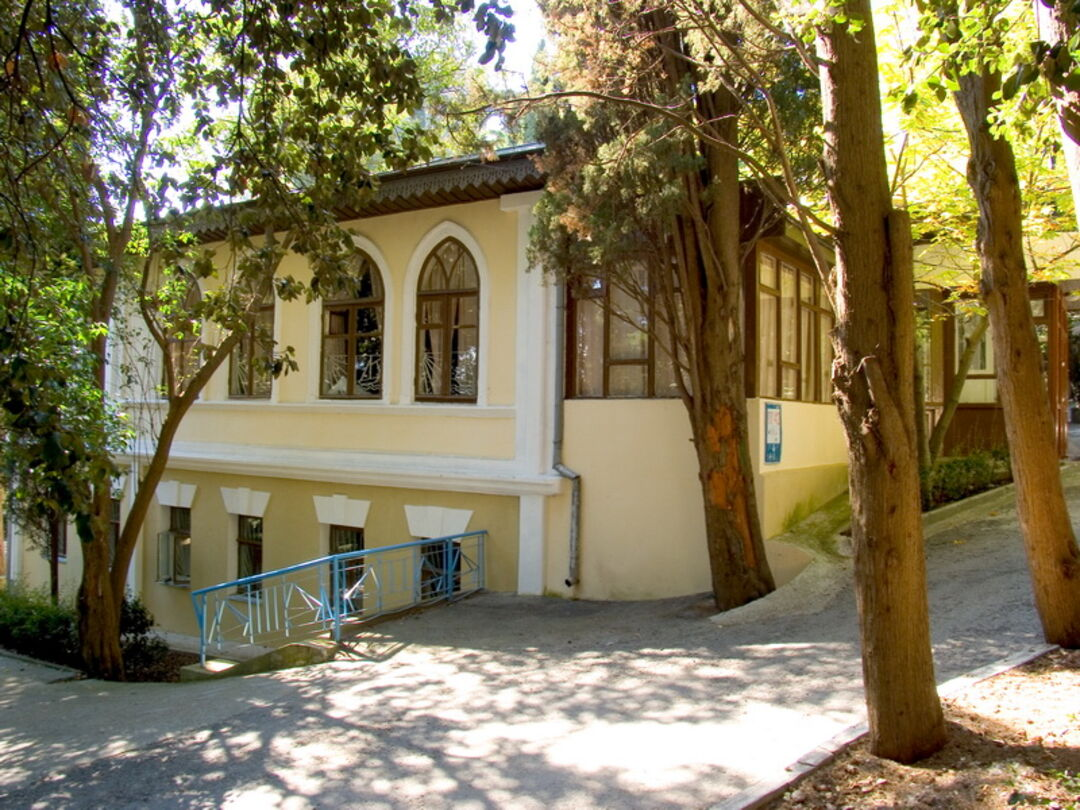
Современный вид

## После революции
16 декабря 1920 года приказом председателя Революционного комитета Крыма были изъяты «из частного владения как разных ведомств, так и частных лиц все имения Южного берега Крыма в районе от Судака до Севастополя включительно» и передавались в ведение специально созданного Управления Южсовхоза. В начале 1920-х на дачах Кавкасидзе, Гурова и Максимович, с приданными зданиями татарского земского и русского училищ (современные адреса — Ленинградская ул. д., 58 и ул. К. Коровина, 6) был создан Дом отдыха «Колхозная молодежь», который располагался там до начала Великой Отечественной войны. После войны территория, занимаемая дачами Кавкасидзе, Ф. И. Максимович, Н. И. Гучкова и В. В. Гурова была передана Артеку. На их базе был образован Лагерь № 3, а бывшие дачи использовались как отрядные корпуса в которых обычно размещались старшие отряды. В 1970-х годах Лагерь № 3 переименован в лагерь «Кипарисный». На 1 этаже дачи Кавкасидзе размещалась Библиотека лагеря, впоследствии в ней проводилась кружковая работа. На 2017 год для проживания детей не использовался.